# Эберсоул, Кристин
Кристин Эберсоул (англ. Christine Ebersole; род. 21 февраля 1953, Чикаго, Иллинойс) — американская актриса и певица, лауреат двух премий «Тони».

## Жизнь и карьера
Кристин Эберсоул родилась в Уиннетка, штат Иллинойс, где училась в New Trier High School. Позже она окончила MacMurray College в Джексонвилле, штат Иллинойс и Американскую академию драматического искусства.
Эберсоул выступала в популярном комедийном шоу «Субботним вечером в прямом эфире» в 1981—1982 годах. После она снялась в мыльной опере «Одна жизнь, чтобы жить» и появилась в ситкоме «Валери». На телевидении она также появилась в таких шоу как «Уилл и Грейс», «Няня», «Журнал мод», «Элли Макбил», «Мерфи Браун», «Юристы Бостона» и многих других. На большом экране она появилась в таких фильмах как «Тутси», «Амадей», «Инопланетянин Мак», «Моя дочь 2», «Богатенький Ричи» и «Ускользающий идеал».
Эберсоул в первую очередь известна благодаря своей работе на бродвейской сцене. Она выиграла две премии «Тони» за лучшую женскую роль в мюзикле: в 2001 за 42nd Street, и в 2007 году за Grey Gardens. Она также выиграла премии «Драма Деск» и Obie в 2006, а также была номинирована на «Эмми» в 1984 году.
Она была замужем дважды. Её последний муж — Питер Бергман, актёр мыльных опер.
Её племянница, Джанель Молони, также актриса.